# Manly Palmer Hall
Manly Palmer Hall, född 18 mars 1901 i Peterborough, Ontario död 29 augusti 1990, var en kanadensisk författare och mystiker. Han är känd som en ledande lärare inom religion, mytologi, mystik och det ockulta. Hans mest kända verk är The Secret Teachings of All Ages som gavs ut 1928.
Carl Jung skall ha lånat material av Halls undersökningar.[källa behövs]
År 1934 skapade Hall Det filosofiska vetenskapliga sällskapet (Philosophical Research Society) i Los Angeles i Kalifornien, som skulle ägna studier åt religion, mytologi, metafysik, och det ockulta.